# Film-essai sur le barrage de l'Euphrate
Pour plus de détails, voir Fiche technique et Distribution.
Film-essai sur le barrage de l'Euphrate (Fīlm muḥāwala ʿan sudd al-Furāti, فيلم محاولة عن سد الفرات) est un film documentaire syrien réalisé par Omar Amiralay et sorti en 1970. 
Le documentaire dépeint la construction du barrage de Tabqa sur l'Euphrate. Amiralay a réalisé ce film par « admiration sincère pour la modernisation menée par le parti Baas », une position sur laquelle il reviendra plus tard dans son film Déluge au pays du Baas (2004).

## Synopsis
Le film présente des images de jeunes ouvriers, de machines et d'échafaudages de construction (en imitation du cinéaste soviétique Dziga Vertov, qu'Amiralay admirait), des plans de l'eau stagnante et des bateaux qui la traversent, ainsi que des images de Bédouins vivant à proximité du site de construction du barrage de Tabqa dans les mois précédant leur évacuation de la région qui allait devenir le réservoir du barrage, le lac el-Assad.

## Fiche technique
- Titre français : Film-essai sur le barrage de l'Euphrate[3],[4]
- Titre original : Fīlm muḥāwala ʿan sudd al-Furāti, فيلم محاولة عن سد الفرات[5],[6]
- Réalisation : Omar Amiralay
- Scénario : Omar Amiralay
- Photographie : Hazem Bayaa
- Montage : Ziad Ma'adani, Rifa'at Moghrabi
- Sociétés de production : Télévision arabe syrienne
- Format : Noir et blanc
- Pays de production :  Syrie
- Langue de tournage : arabe
- Genre : Documentaire
- Durée : 13 minutes
- Dates de sortie : 
  - Syrie : 1970

## Accueil critique
Meghan Claire Considine estime que le court métrage est filmé « sous l'angle de l'ethnographie de sauvetage », juxtaposant les Bédouins ruraux à la construction du barrage pour laisser entendre que le projet de barrage entraînerait la fin de leur culture fluviale. Un montage du film juxtapose la machinerie industrielle de la construction du barrage avec des plans d'une statue en calcaire de l'ancienne déesse mésopotamienne Ishtar, datée du XVIIIe siècle av. J.-C. et déterrée près de l'Euphrate à Mari. Des plans prolongés de pieds secs et fissurés sont montés avec des plans de fentes de dessication dans le sol sec du désert ; Considine explique que cela « communique des logiques bien rodées liant l'indigénéité et la terre ».
R. Shareah Taleghani estime que le film est « une célébration générale du potentiel de changement de vie des premiers projets de modernisation et de développement de l'État ». Le film est salué lors de sa sortie par l'Organisation nationale syrienne du cinéma. 

## Suites
Film-essai sur le barrage de l'Euphrate est le premier volet de la trilogie de films d'Amiralay sur le barrage de Tabqa sur l'Euphrate, suivi de son deuxième film, La Vie quotidienne dans un village syrien (1974) et de son dernier film, Déluge au pays du Baas (2003). La Vie quotidienne dans un village syrien a été interdit en Syrie, comme la plupart des films d'Amiralay, en raison de sa critique implicite des échecs de l'État. Dans Déluge au pays du Baas, Amiralay a réutilisé des séquences de Film-essai sur le barrage de l'Euphrate pour faire l'autocritique de son enthousiasme initial « naïf » à l'égard du parti Baas, pour lequel il a éprouvé des regrets après trois décennies de règne du Baas en Syrie,,.